# Poliuto (Corneille)
Poliuto (Polyeucte martyr. Tragédie chrétienne) è una tragedia in cinque atti datata 1641 di Pierre Corneille. Ambientata in Armenia nel momento in cui il cristianesimo inizia a manifestarsi nell'impero romano, l'opera introduce il tema del Cristianesimo primitivo. Il motivo drammaturgico è la difesa del proprio credo religioso.

## Trama

### Atto I
Preparazione al battesimo e ritorno di Severo.
Il governatore romano ha una figlia, Paolina. Il vescovo Nearco è rappresentante dei cristiani e cerca di fare proseliti, in queste mire c'è il nobile Polyeucte, marito di Paolina. Severo, vecchio amore di Paolina, torna vincitore dalla guerra e il governatore teme che possa vendicarsi per essere stato in giovinezza separato da lei perché troppo povero, mentre ora è un vincitore.

### Atto II
Severo cerca di rivedere Paolina che gli comunica di essere sposata, mentre Polyeucte si è convinto a prendere il battesimo.

### Atto III
Risonanza pubblica del battesimo di Polyeucte.
Paolina vive un momento di incertezza interiore, la sua nutrice le comunica che il marito si è convertito e ha distrutto gli idoli creando scandalo. Arriva anche Felix, il governatore, che arrabbiatissimo chiama il genero e inizia con lui un dibattito. Vuole che si penta e torni sui suoi passi, viene chiamata la figlia per mediare.

### Atto IV. L'ascesa
Polyeucte rinuncia ai suoi beni e dice a Severo di tenere con lui Paolina. Colpito da tanta generosità l'amico decide di intercedere per lui presso il governatore.

### Atto V. Il martirio
Dopo un estremo tentativo, Felix è obbligato a condannare il genero a morte, ma l'atteggiamento di quest'ultimo sortisce una reazione a catena, anche Paolina si converte e Severo promette che tornando a Roma, parlerà in favore dei cristiani perché le persecuzioni vengano abbandonate.

## Critica
La tensione ruota intorno alla psicologia dei personaggi, gli eventi esterni non condizionano il loro agire. C'è un'evoluzione in senso drammaturgico. Per la prima volta l'autore affronta il tema dell'amore e della partecipazione femminile.
Cristianesimo è quello delle origini, intriso di eroismo mistico, i personaggi nel privarsi dei loro averi sono ispirati da Dio.
Corneille spazia tra i vari registri stilistici. Cerca di affrontare realtà e luoghi orientali, sempre connessi però con la storia romana.

## Adattamenti
Trasposizioni operistiche:
- Poliuto di Gaetano Donizetti
- Poliuto di Charles Gounod